# چیکن (آلاسکا)
چیکن (به انگلیسی: Chicken) شهرکی در ناحیه سرشماری ساوت‌ایست فیربنکس، آلاسکا ایالت آلاسکا است که جمعیت آن در سرشماری سال ۲۰۰۰ میلادی ۱۷ نفر بوده‌است.